# 鳥取村 (京都府)
鳥取村（とっとりむら）は、かつて京都府竹野郡にあった村。現在の京丹後市弥栄町の北西端、竹野川の左岸にあたる。

## 地理
- 河川：竹野川

## 歴史
- 1889年（明治22年）4月1日 - 町村制の施行により、和田野村・木橋村・鳥取村の区域をもって竹野郡鳥取村が発足。
- 1927年（昭和2年）3月7日 - 北丹後地震発生。家屋倒壊約150戸、地震後に発生した火災で全焼55戸焼失、半焼30戸。村内の死者約120人、重傷者約60人[1]。
- 1933年（昭和8年）2月1日 - 溝谷村・吉野村・深田村と合併して弥栄村が発足。同日鳥取村廃止。

## 著名な出身者
- 芦田行雄 - 郷土史家。